# PoEtika
PoEtika je akademija za raziskovanje umetnosti filmske režije.
PoEtiko je leta 2004 ustanovil režiser Janez Lapajne, ki jo tudi vodi kot mentor. Šola, zaenkrat občasno, zapolnjuje vrzel v izobraževanju režije igranega filma na Slovenskem. PoEtika, ki poteka v organizaciji produkcijske hiše Triglav film, se je prvič odvijala kot jesenska akademija na 15. ljubljanskem mednarodnem filmskem festivalu (LIFFe) 2004.
28. decembra 2009 ob 20:00 je bila v Slovenski kinoteki slovesna jubilejna predstava »PoEtika - prvih pet let« s projekcijo vseh filmov iz prvih treh izdaj PoEtike, s katero sta Triglav film in Slovenska kinoteka skupaj počastila tudi obletnico prve javne kinematografske projekcije na svetu (Pariz, 28. december 1895, brata Lumière).

## Filmografija - produkcija
- 2009 - N'č tazga, kratki igrani, režija: Zala Slana,
- 2009 - Štruklji, kratki igrani, režija: Dušan Smodej,
- 2007 - Pianist, kratki igrani, režija: Luka Gluvič,
- 2007 - Močvirje, kratki igrani, režija: Luka Puš,
- 2004 - Smrt, kratki igrani, režija: Sonja Prosenc,
- 2004 - Življenje, kratki igrani, režija: Rok Biček,
- 2004 - Rojstvo, kratki igrani, režija: Lea Menard.

## Nagrade
- Filofest 2007 - nagrada za najboljši igrani film - Močvirje.

## Vir
- Poetika Triglav film, Domžale